# Gnou
Connochaetes
Cet article concerne le mammifère africain. Pour le projet informatique dont il est le symbole, voir GNU.
Genre
Répartition géographique
Les gnous sont les deux espèces de bovidés du genre Connochaetes.
Ils sont herbivores et vivent en troupeaux en Afrique. Ce sont des mammifères ongulés. On rencontre des gnous en Afrique australe. Ils sont parfois considérés comme des antilopes.

## Taxonomie
L'espèce la plus répandue et représentée est le Gnou bleu (Connochaetes taurinus, Burchell, 1823) aussi appelé Gnou à queue noire ou Gnou commun. Cinq sous-espèces sont reconnues :
- la sous-espèce type (Connochaetes taurinus taurinus) est présente en Namibie, en Angola, au Botswana et au Zimbabwe ;

- le Gnou du Nyassaland ou Gnou de Johnston (Connochaetes Johnston, Sclater, 1896), que l'on retrouve dans le Sud de la Tanzanie, dans le Nord du Mozambique, en Zambie ;
- le Gnou à barbe blanche de l'Est (Connochaetes albojubatus, Thomas, 1912), que l'on retrouve du nord de la Tanzanie au centre du Kenya et en particulier dans la région du Rift de Gregory :
- le Gnou de Mearns ou gnou du Serengeti (Connochaetes mearnsi, Heller, 1913), que l'on retrouve dans le Serengeti (alentours du Lac Victoria) et le Masaï-Mara ;
- le Gnou de Cookson (Connochaetes cooksoni, Blaine, 1914) semble quant à lui restreint à la Luangwa bien qu'il puisse parfois être observé dans le centre du Malawi.

L'autre espèce est le Gnou à queue blanche (Connochaetes gnou, Zimmermann, 1780) qui vit en Afrique du Sud seulement.

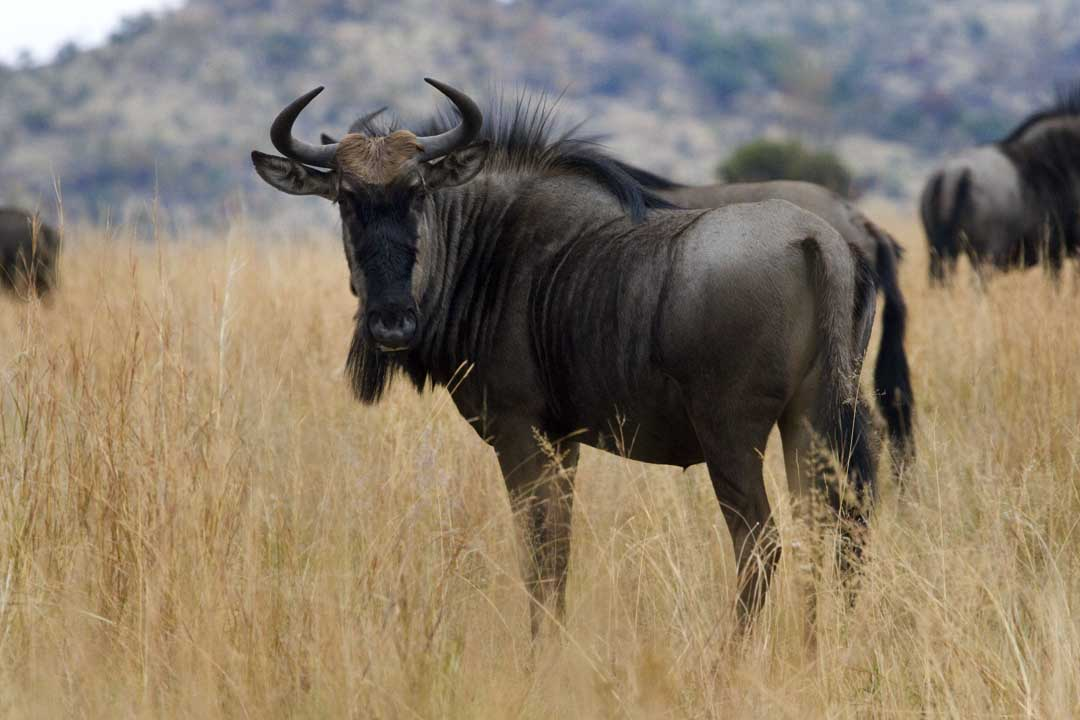
Gnou bleu (Connochaetes taurinus)
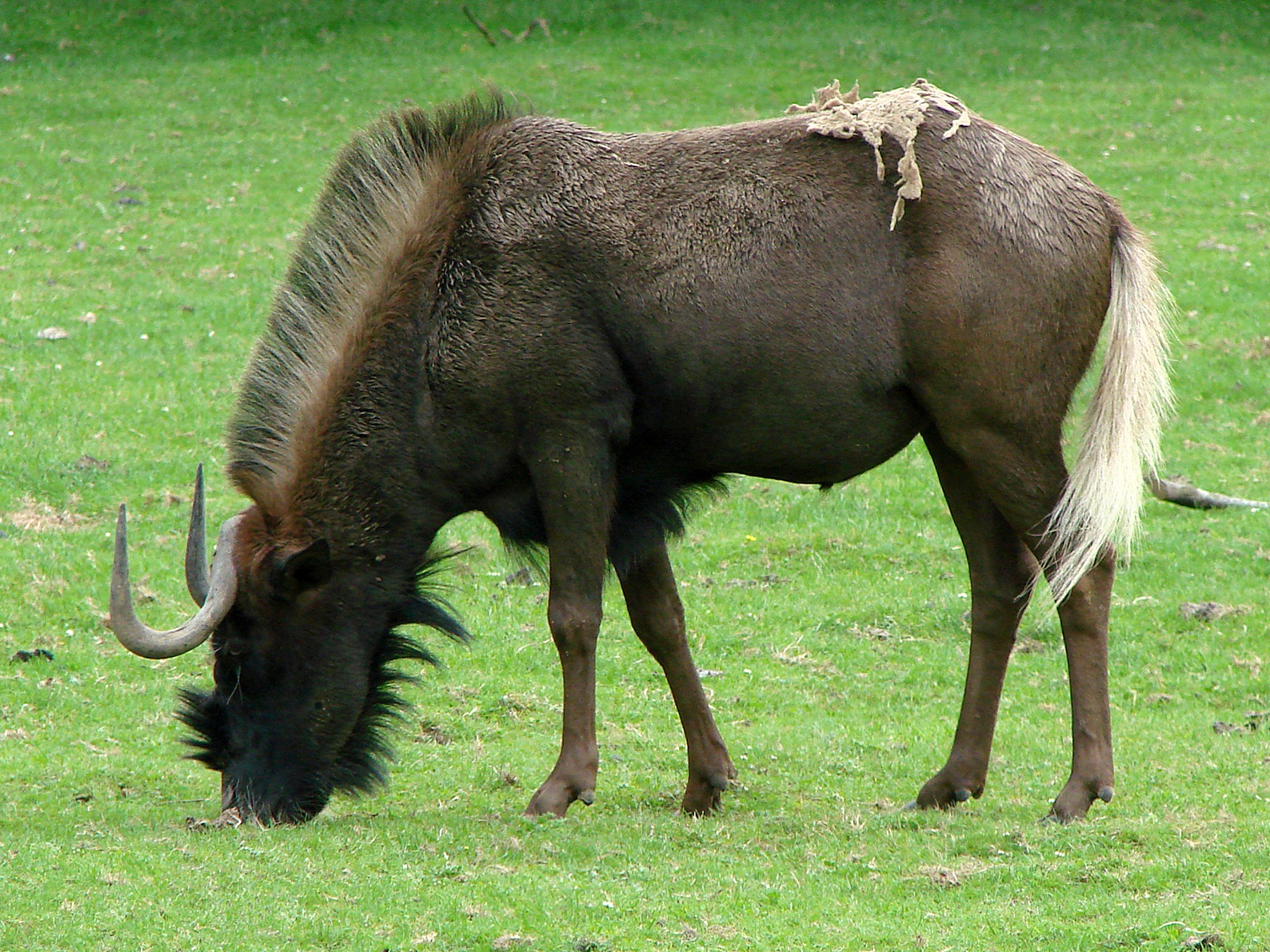
Gnou noir (Connochaetes gnou)

## Étymologie
L'origine du nom du gnou est sujette à débats. Il pourrait provenir du nom khoïkhoï de cet animal, t'gnu. D'autres sources estiment qu'il provient du mot !nu: utilisé pour le gnou noir par les San.

## Description
Les tailles et les poids mentionnés ci-après correspondent aux deux espèces de gnous.
- Hauteur au garrot : 100 à 150 cm
- Longueur du corps : 150 à 240 cm
- Longueur de la queue : 70 à 100 cm
- Poids des mâles : 150 à 290 kg
- Poids des femelles : 110 à 220 kg
- Gestation : 8 mois
- Principal prédateur : Lionne
- Nombre de jeunes par portée : 1
- Longévité : environ 15-20 ans dans la nature et jusqu'à 40 ans en captivité.
- Vitesse de course : 40 km/h en croisière sur de longues distances, les gnous bleus peuvent atteindre 65 km/h en moyenne et 100 km/h[3] en pointes maximales sur de très courtes distances.

## Habitudes de vie

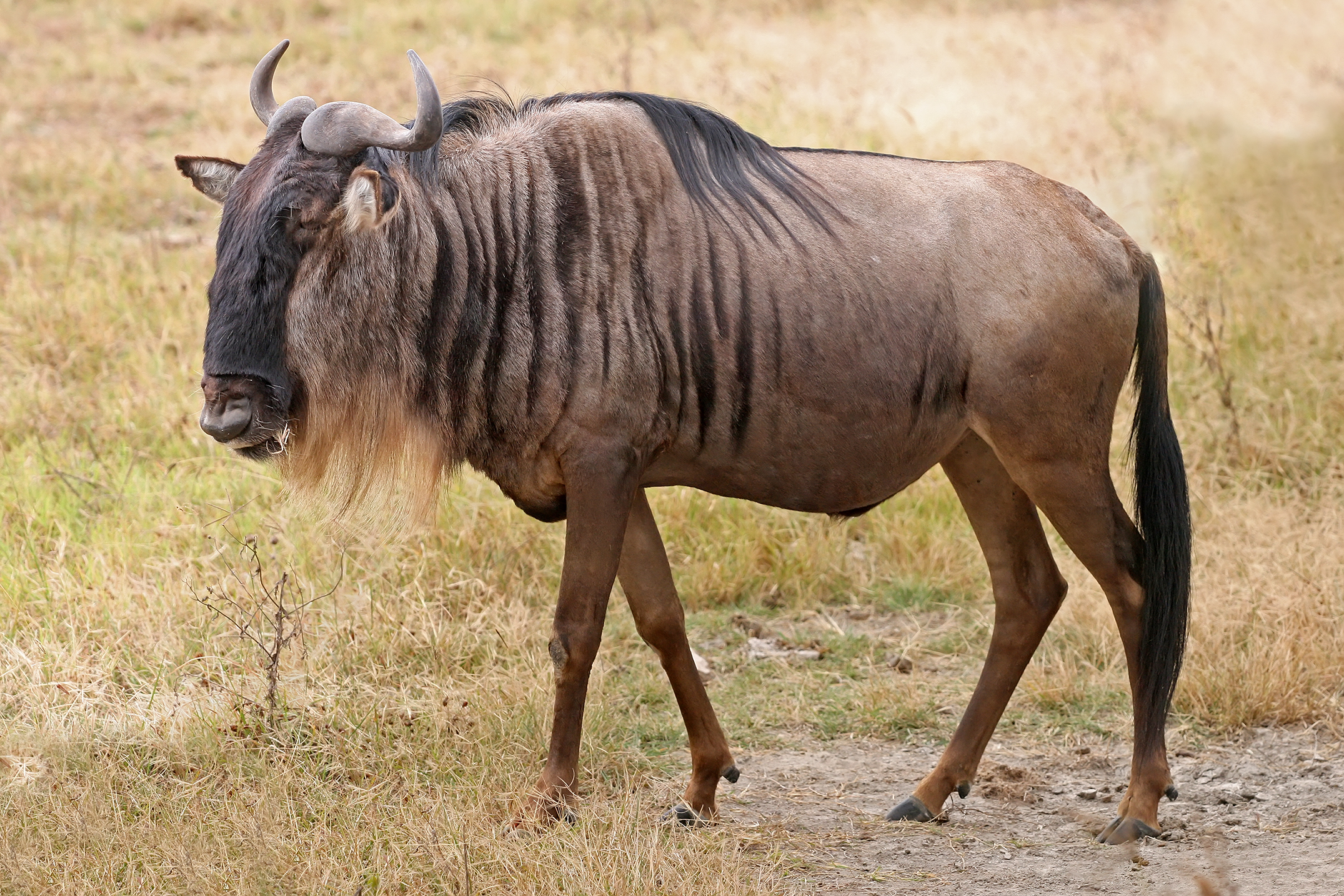
Gnou bleu (Connochaetes taurinus) pris en photo dans le cratère du Ngorongoro, en Tanzanie.

Les gnous sont plutôt sédentaires, sauf si la nourriture devient insuffisante. Ils effectuent alors des migrations saisonnières importantes. Durant ce voyage, des zèbres, gazelles et élands les accompagnent, formant des rassemblements de plus de deux millions de têtes.
Les gnous ne sont pas des prédateurs, ils sont des proies. Les Gnous se font souvent attaquer par les lycaons.
Les gaous (petits du gnou) naissent généralement en février. Ils deviennent alors une proie facile pour les prédateurs, bien qu'ils soient capables de courir seulement trois minutes après leur naissance, sitôt débarrassés du placenta.
Pour séduire les femelles, les gnous se battent entre eux.
La viande de gnou est très appréciée des peuples autochtones. Elle est tendre et légère. Les cornes sont parfois utilisées pour la sculpture ou encore pour leur qualité (réputée) aphrodisiaque.
Les gnous sont la proie des lions, des hyènes, des lycaons et des léopards. Les guépards chassent les nouveau-nés et les jeunes de 6 mois. Les gnous en migration se rassemblent pour traverser les cours d'eau, et représentent ainsi un terrain de chasse exceptionnel pour les espèces alors concurrentes. Lors de leur traversée des cours d'eau, beaucoup de gnous périssent, victimes des crocodiles ou dans la cohue se noient ou se blessent.
Les animaux atteints de maladies, jeunes, blessés, âgés ou une femelle au terme de sa gestation (moins rapide), sont les plus vulnérables face aux prédateurs. Les gnous en bonnes conditions physiques, les plus vigoureux sont très rapides à la course, agiles et savent très bien se défendre ou attaquer, ils peuvent être redoutables lorsqu'ils chargent en groupe. Le gnou est assez irrité et protecteur de nature.
Le gnou ressemble à la fois à une antilope avec ses grandes pattes fines qui lui permettent de courir très vite, au cheval par sa corpulence, sa crinière et sa queue et au taureau avec sa tête, ses cornes et sa charge imprévisible et brutale dès qu'il se sent menacé.

## Galerie

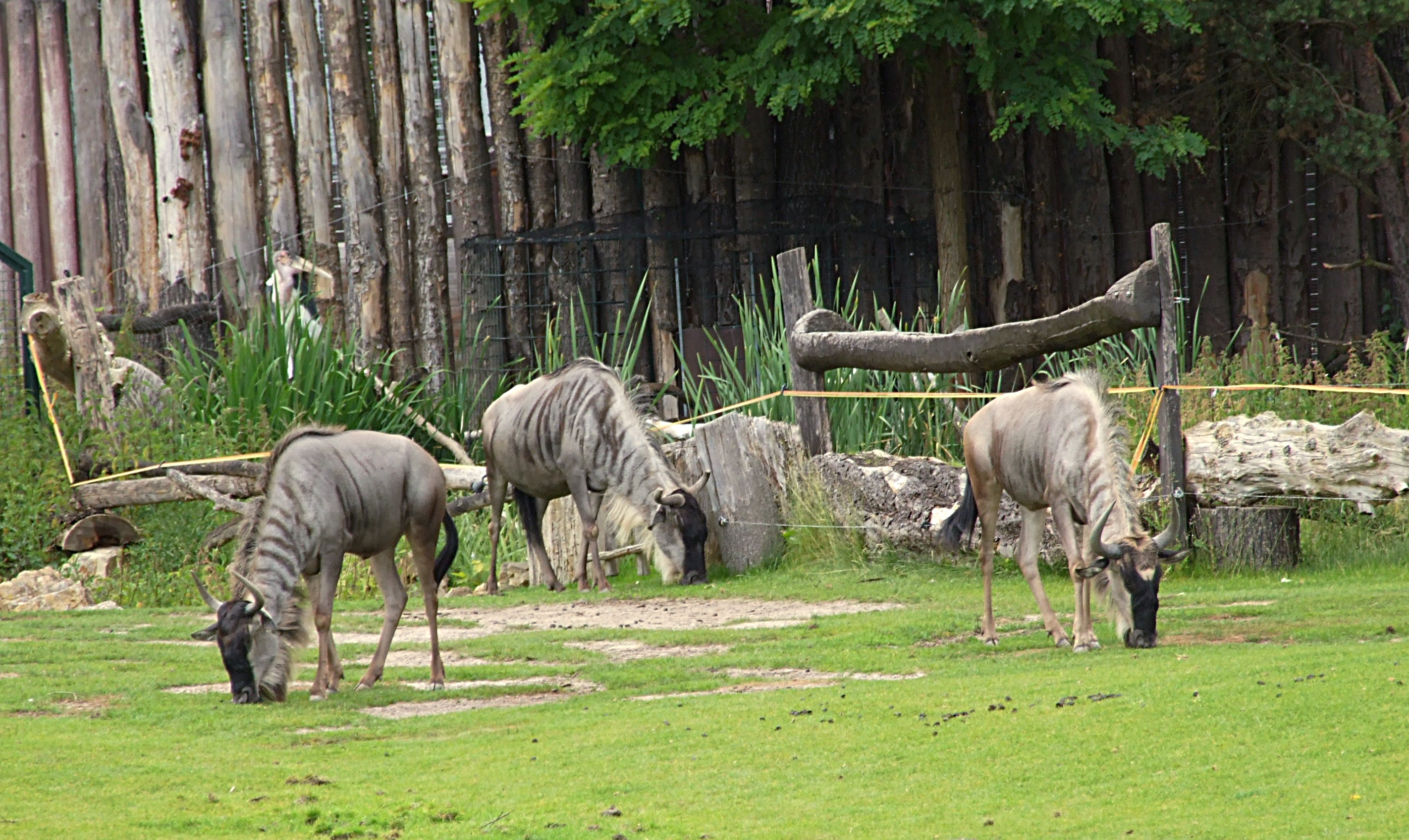
Gnous à barbe blanche au zoo de Leipzig
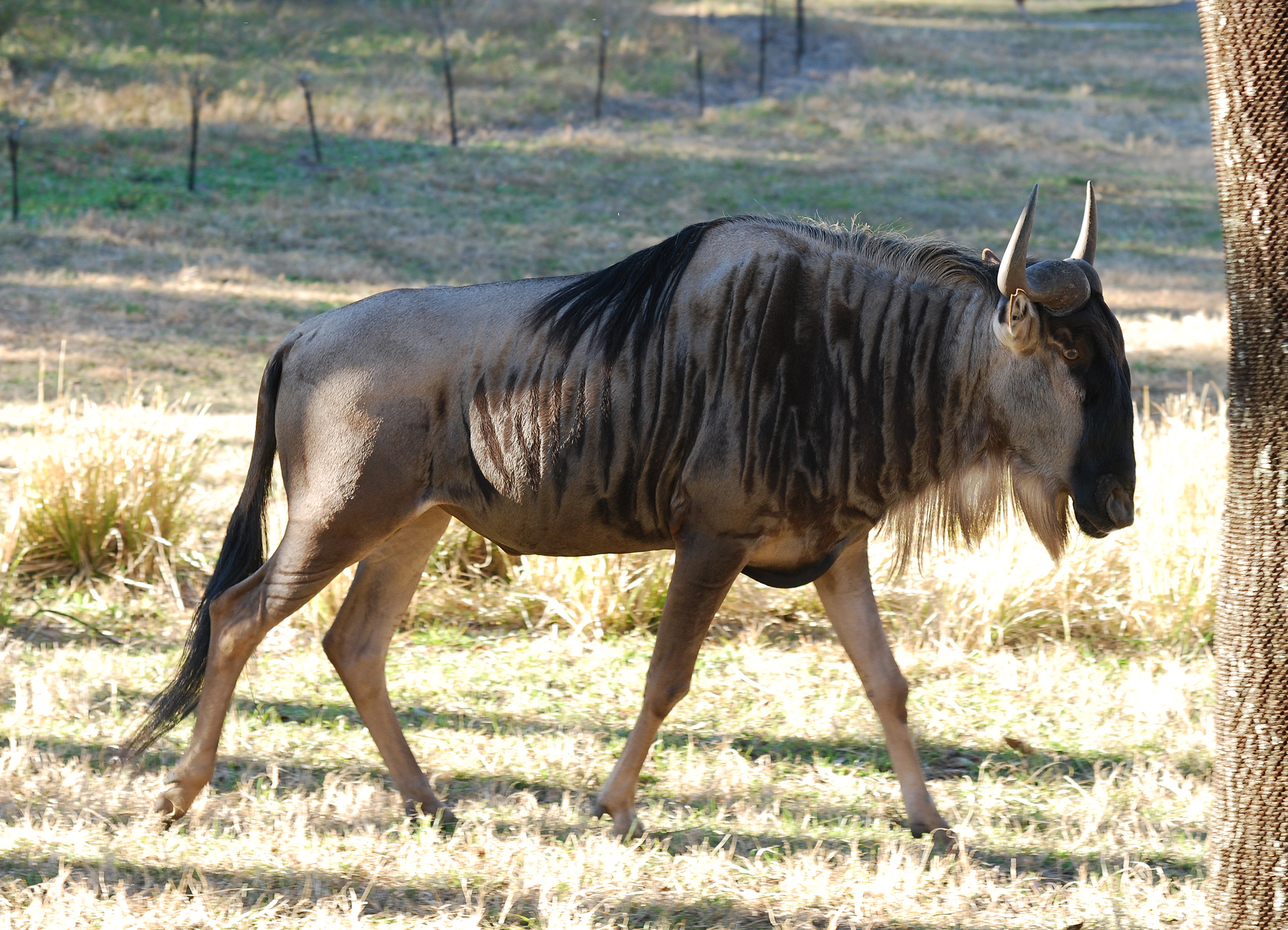
Gnou à barbe blanche, en Afrique de l'Est.
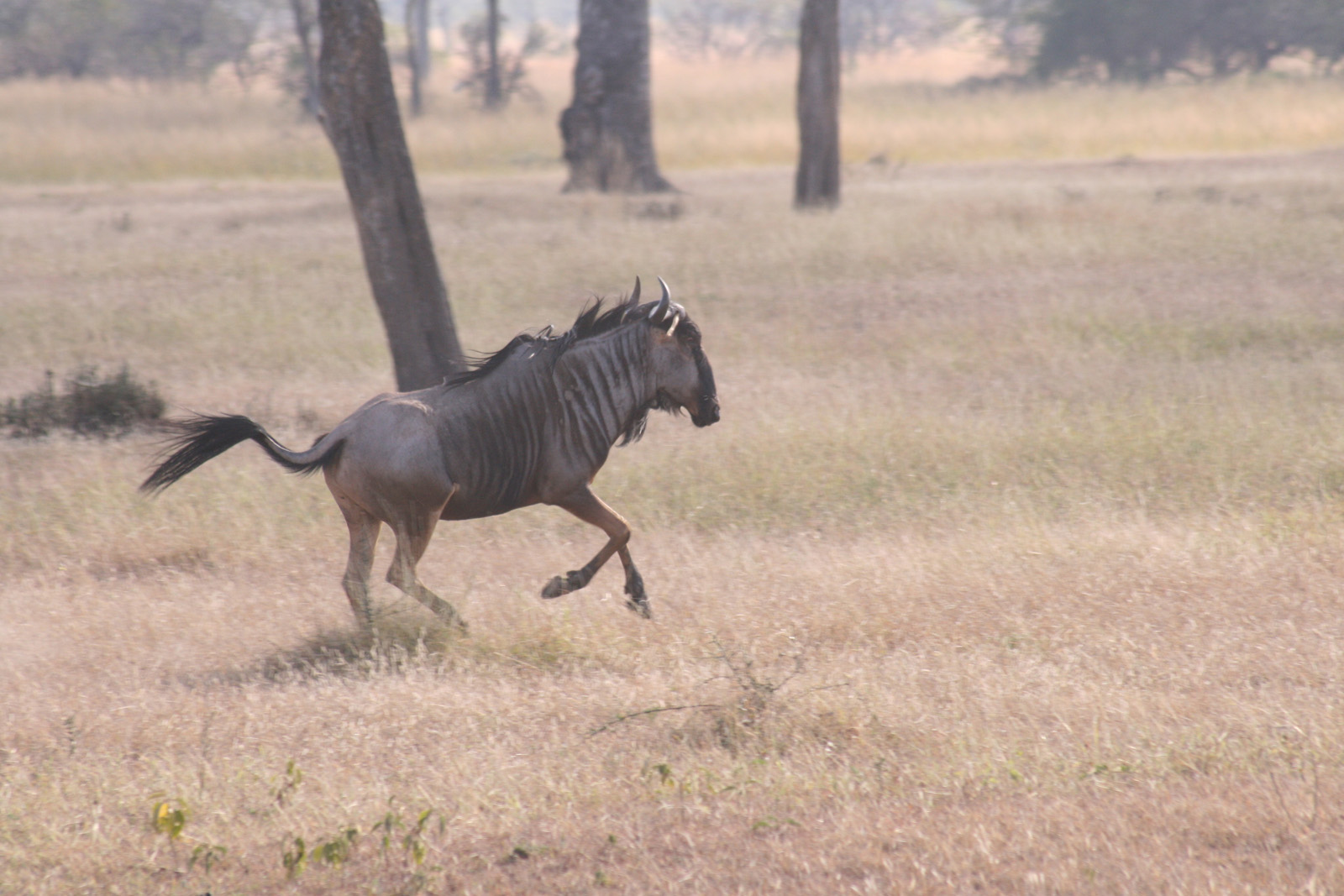
Le gnou bleu se trouve en Afrique de l'Est mais également en Afrique du Sud.
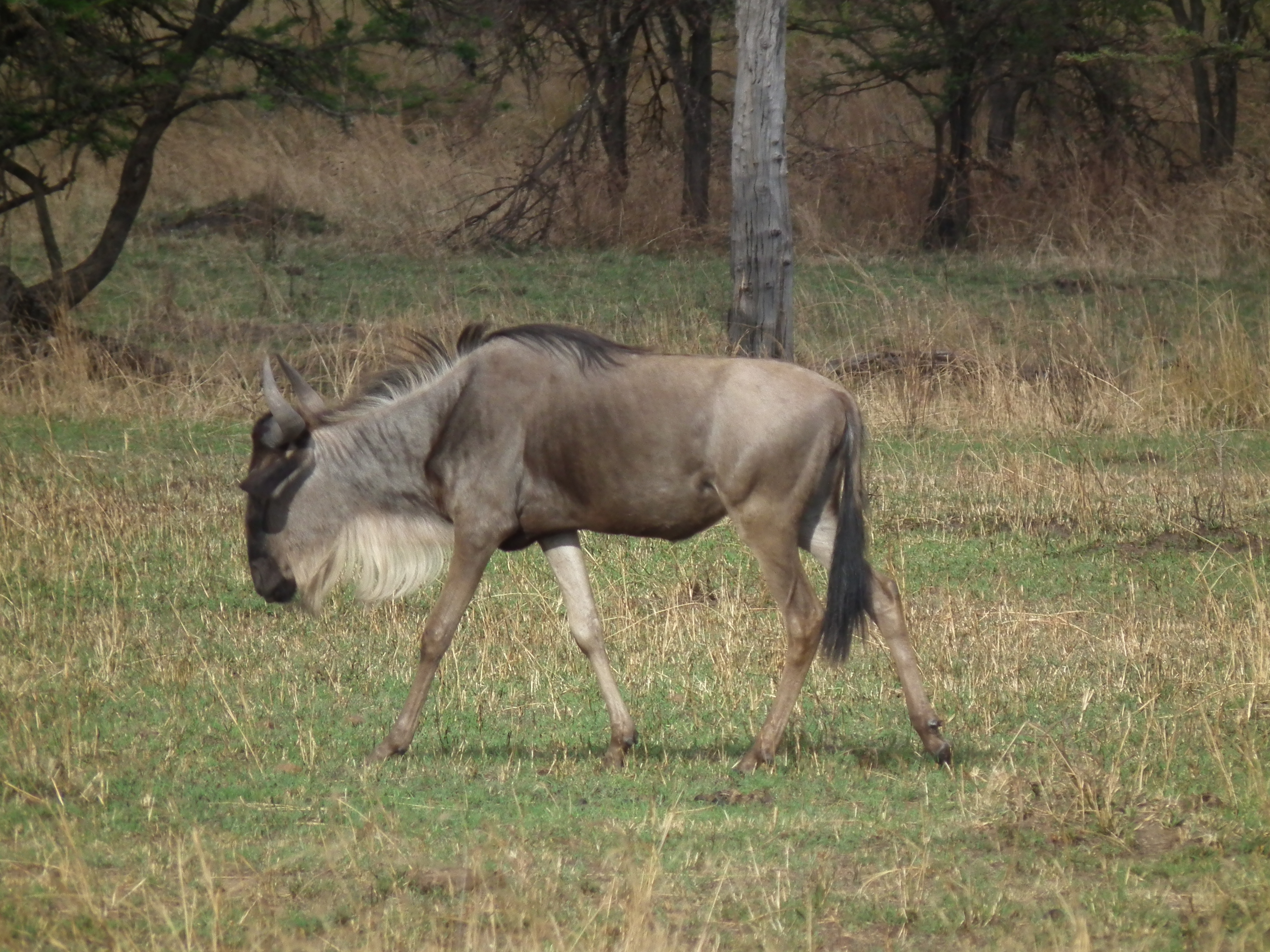
Gnou à barbe blanche en Tanzanie
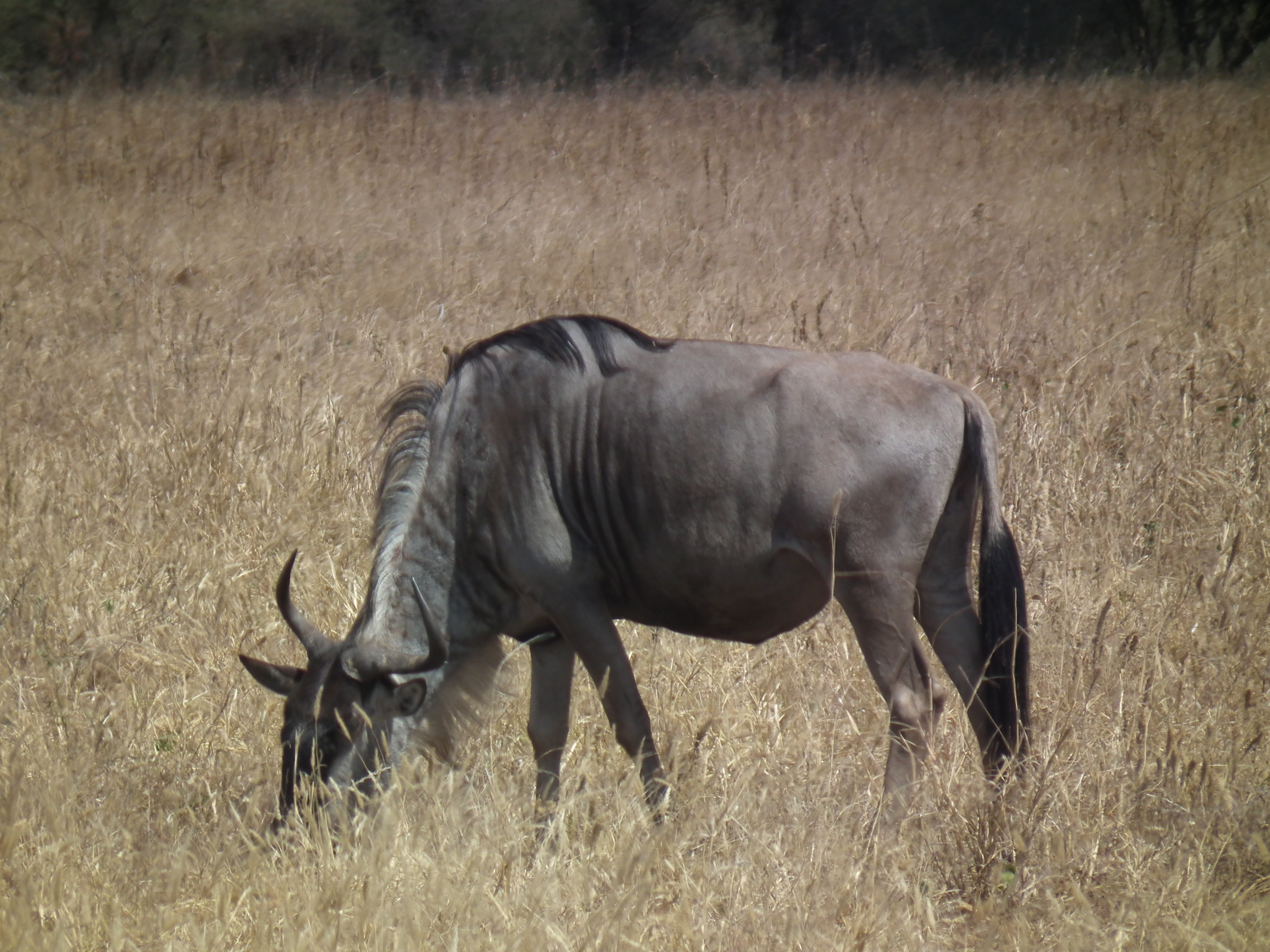
Le gnou est un ruminant  herbivore, il se nourrit de diverses plantes herbacées.
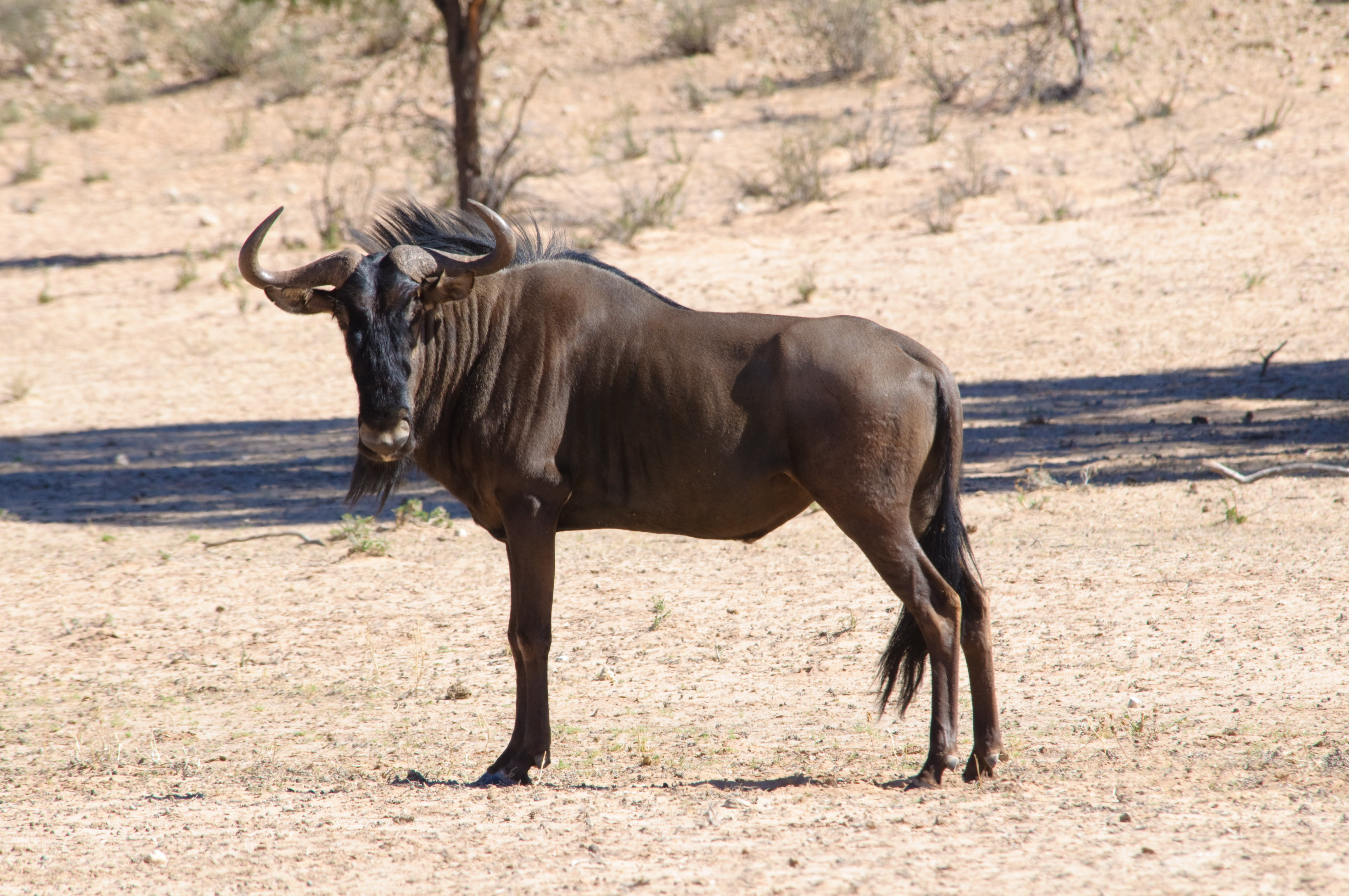
Gnou dans le parc national Kruger en Afrique du Sud
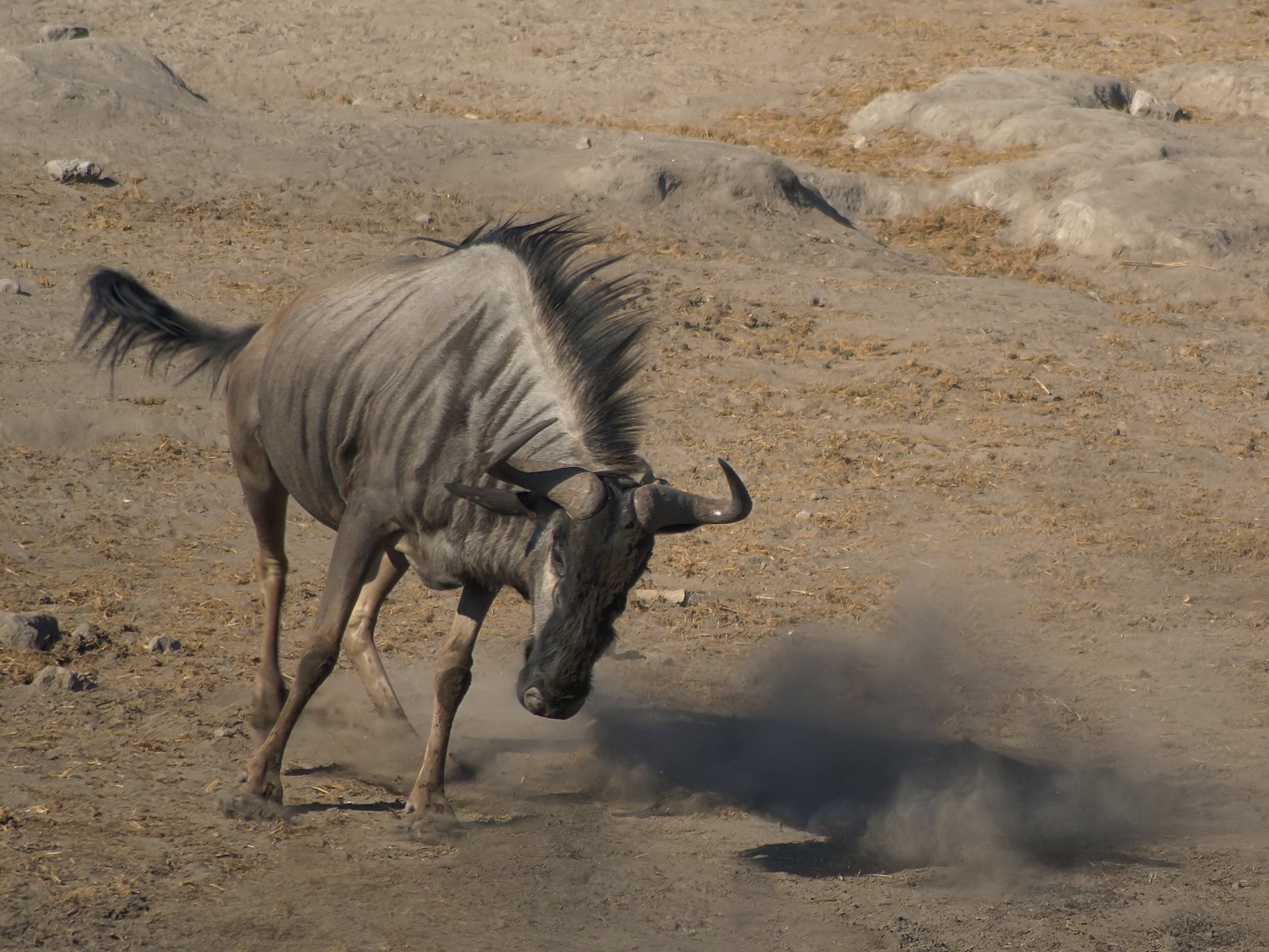
Gnou mâle qui passe à l'attaque
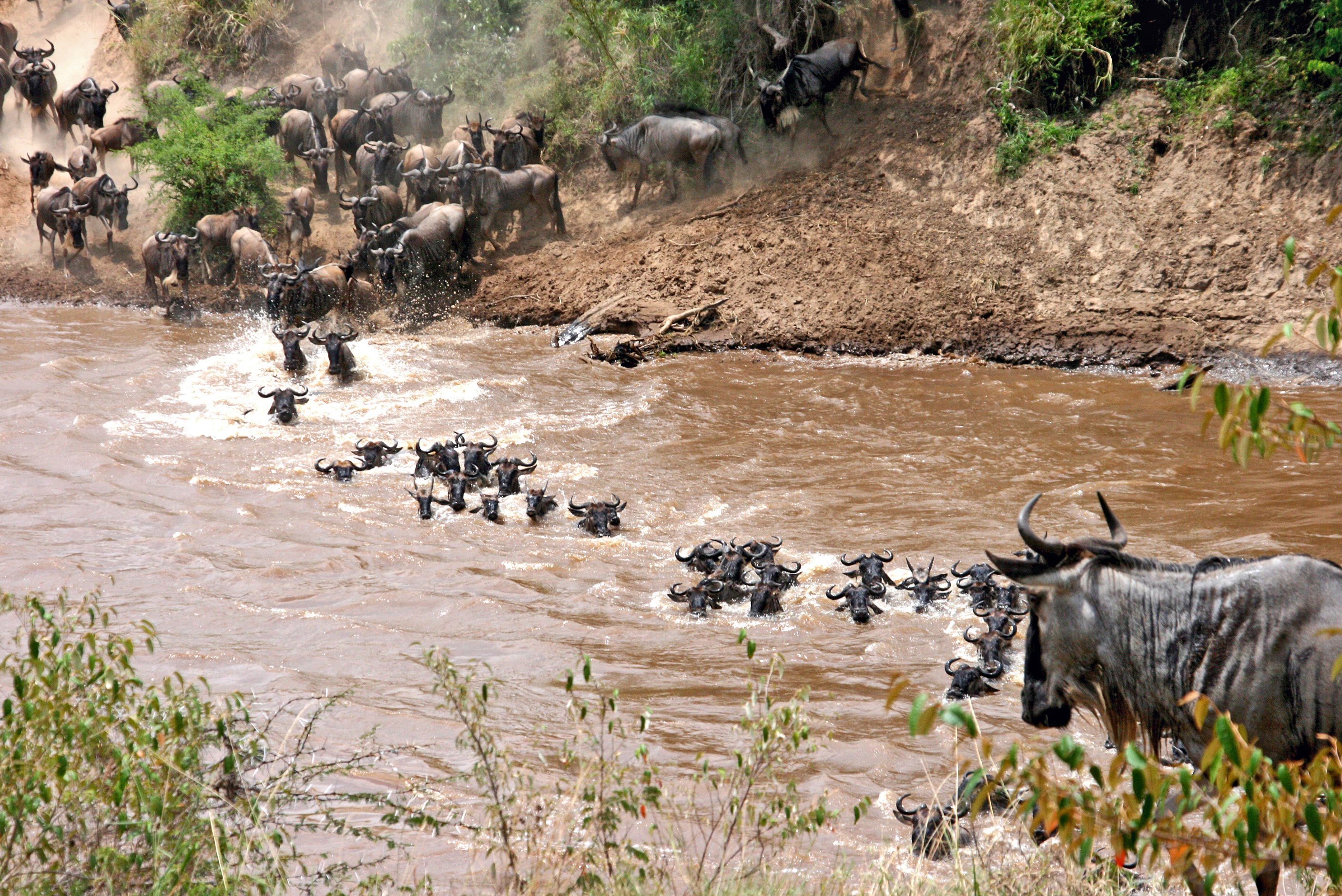
La grande migration des gnous, et autres herbivores a lieu deux fois par an, entre le Kenya et la Tanzanie en Afrique de l'Est. Au cours de ce voyage, ils doivent faire face à de nombreux périls, (rivières, crocodiles, lions...)
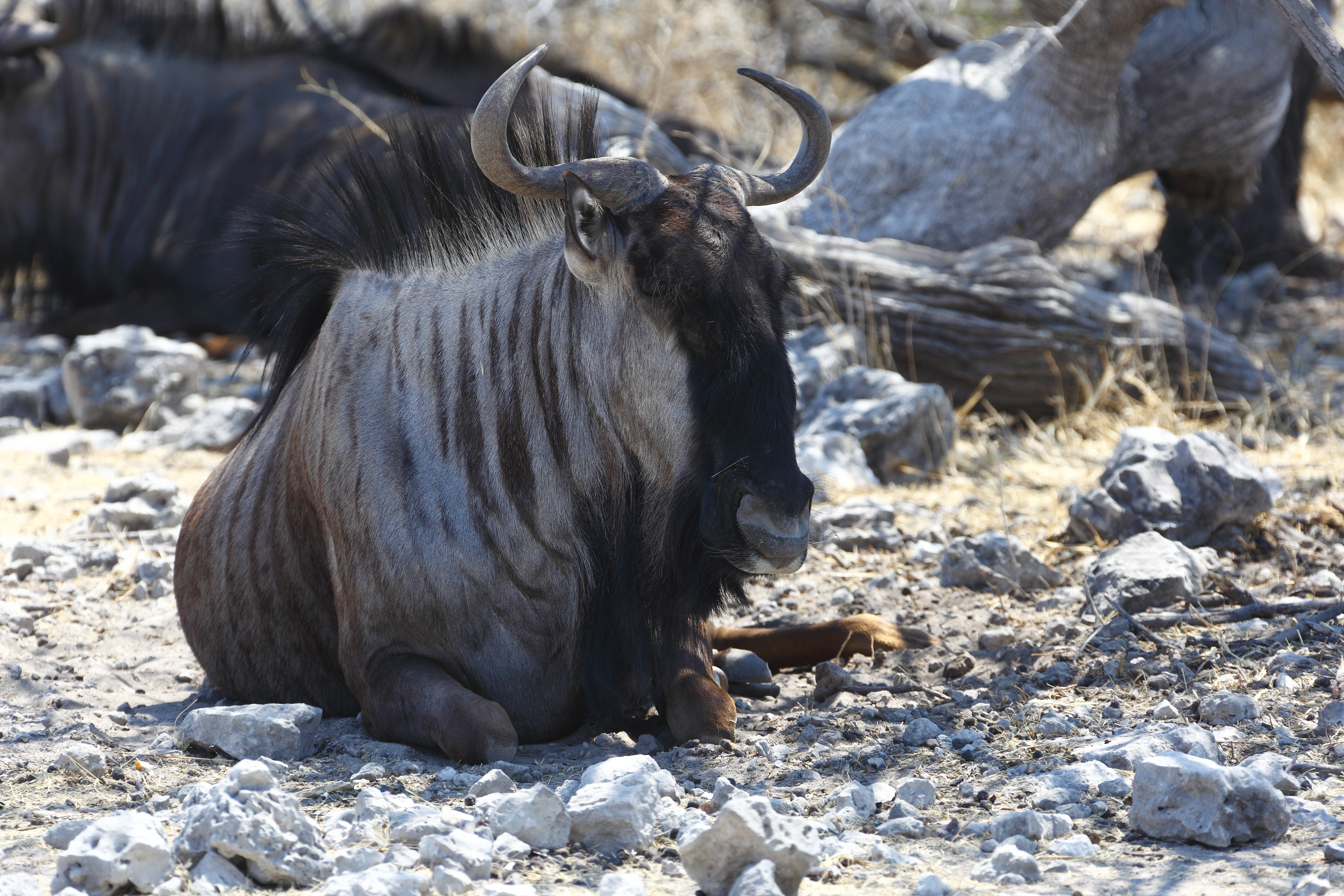
Gnou bleu au parc d'Etosha en Namibie
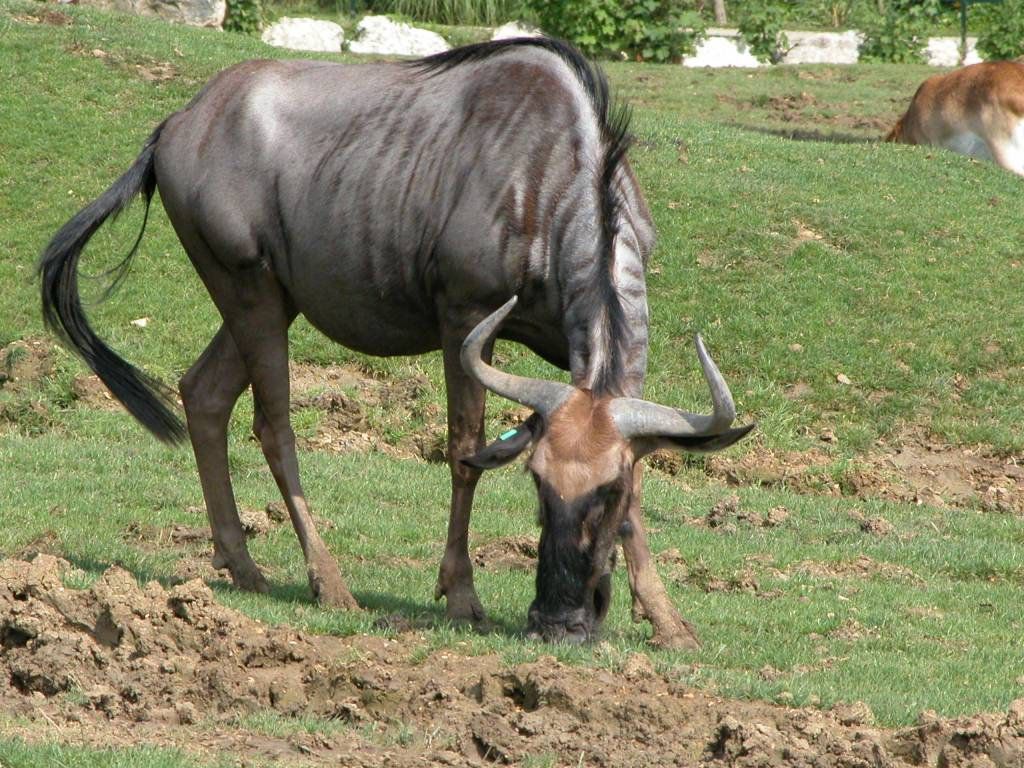
Gnou bleu sur la plaine africaine du ZooParc de Beauval
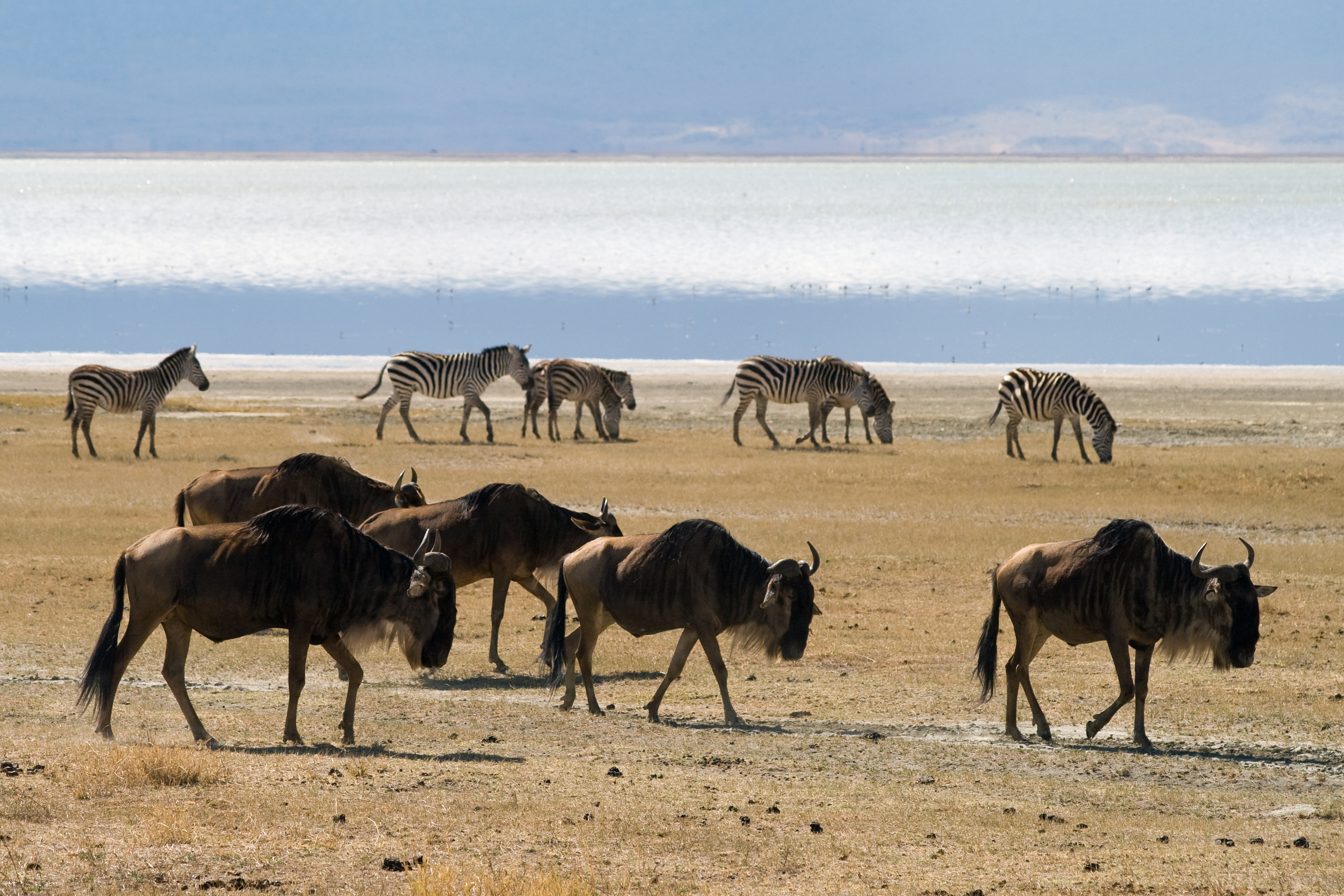
Gnous et zèbres
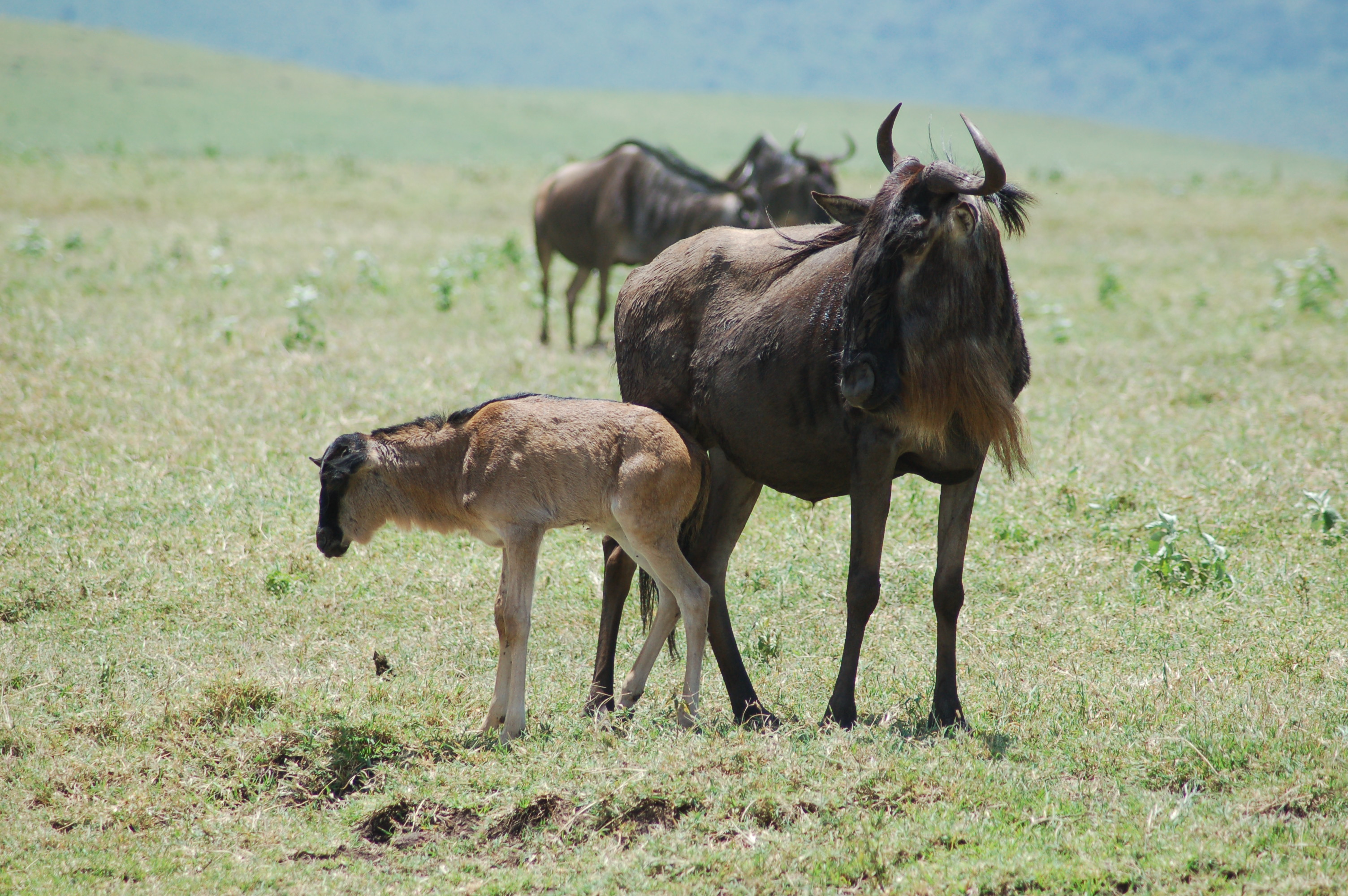
Le petit gnou a un pelage fauve clair et sa face et ses oreilles sont noires.
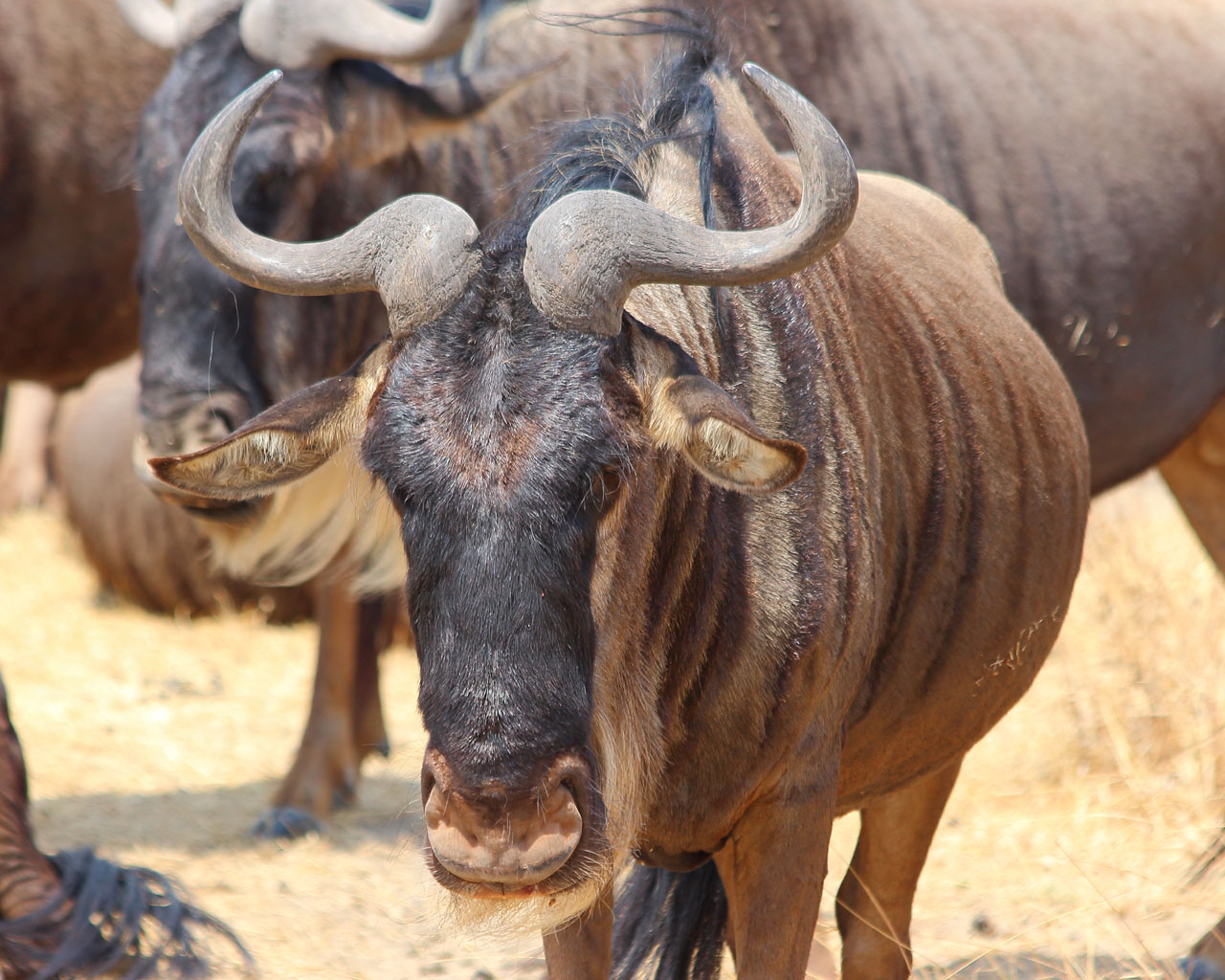
Gnou dans le cratère du Ngorongoro (Tanzanie)